# مي منصور
داليا علام (مواليد 28 أكتوبر 1984) هي لاعبة نبالة مصرية، مثّلت مصر في أولمبياد أثينا 2004.

## المشاركة الأولمبية

### أثينا 2004
| الرياضيّة | الحدث | دور الترتيب | دور الترتيب | دورالـ64                                    | دورالـ32        | دورالـ16        | ربع النهائي     | نصف النهائي     | النهائي / م ب   | النهائي / م ب |
| الرياضيّة | الحدث | النتيجة     | رقم         | المنافس النتيجة                             | المنافس النتيجة | المنافس النتيجة | المنافس النتيجة | المنافس النتيجة | المنافس النتيجة | الترتيب       |
| -------- | ----- | ----------- | ----------- | ------------------------------------------- | --------------- | --------------- | --------------- | --------------- | --------------- | ------------- |
| مي منصور | فردي  | 536         | 64          | بارك سونغ هيون (كوريا الجنوبية) · خ 102–154 | لم تتأهل        | لم تتأهل        | لم تتأهل        | لم تتأهل        | لم تتأهل        | لم تتأهل      |

## روابط خارجية
- مي منصور على موقع أوليمبيديا (الإنجليزية)